# LDV Convoy

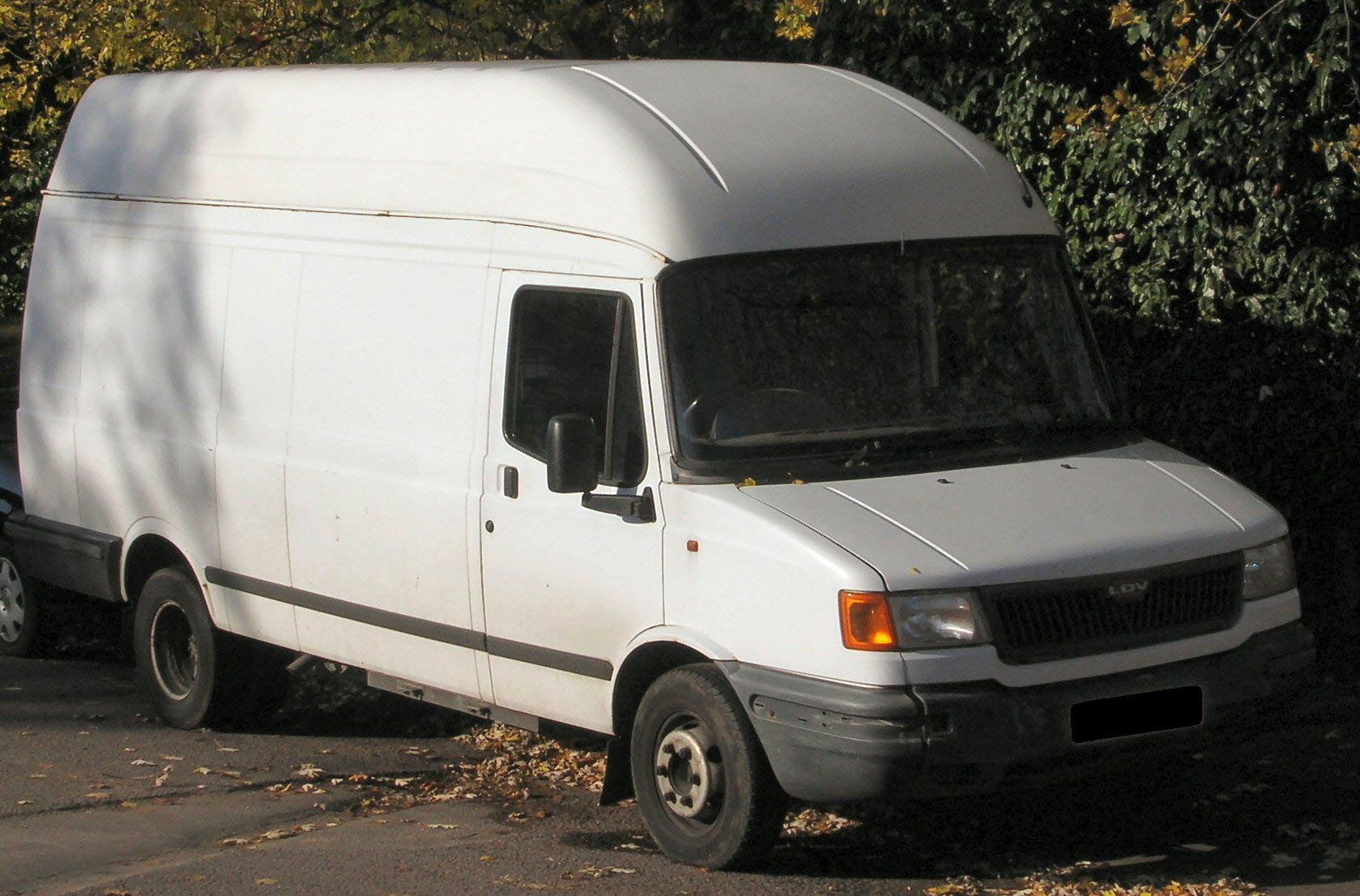
LDV Convoy met verhoogd dak (1997)

De LDV Convoy was een bestelwagen van de Britse autofabrikant LDV uit Birmingham.

## Geschiedenis
LDV was in 1993 voortgekomen uit het failliete Leyland DAF. Oorspronkelijk was de ontwikkeling van een opvolger voor de DAF 200/400 gezamenlijk met Renault en GAZ begonnen. Door het faillissement ging Renault zelf verder met zijn aandeel tot dan toe en ontwikkelde daaruit samen met Iveco de Renault Master II en Iveco Daily III. Het aandeel aan de ontwikkeling van Leyland DAF kwam terecht bij GAZ en daaruit ontstond de GAZel. Zodoende zette LDV de fabricage van de inmiddels verouderde DAF 200/400-serie voort en ontwikkelde onder de projectnaam Bulldog daaruit de LDV Pilot als vervanger van de 200 en de Convoy als vervanger van de 400.
In 1997 werden de Pilot en de Convoy voorgesteld. De carrosserie had een minder hoekig front en daarmee een modernere vormgeving. Ook werd het interieur inclusief dashboard vernieuwd. In tegenstelling tot de Pilot had de Convoy een 2,4-liter dieselmotor met 74 pk. Met turbolader leverde hij 89 pk. Hij werd voor 2,8, 3,1 of 3,5 ton totaalgewicht aangeboden en had een maximaal laadvolume van 12,9 kubieke meter.

De meestverkochte uitvoeringen waren de minibus en de pick-up. Als bestelwagen was hij vanwege het beperkte motorvermogen ondergemotoriseerd. Grote aantallen werden besteld door de Britse politie en Royal Mail. Met het verschijnen van de Vauxhall Vivaro en de nieuwe Ford Transit 2000, eveneens geproduceerd in Groot-Brittannië, liepen de verkopen echter sterk terug. Pas met het verschijnen van de nieuwe LDV Maxus kon LDV daar weer noemenswaardige verkoopaantallen bereiken. Nadat de Maxus ook in grotere varianten en met krachtige motoren beschikbaar werd, werd de productie van de Convoy en de Pilot in 2006 gestaakt.

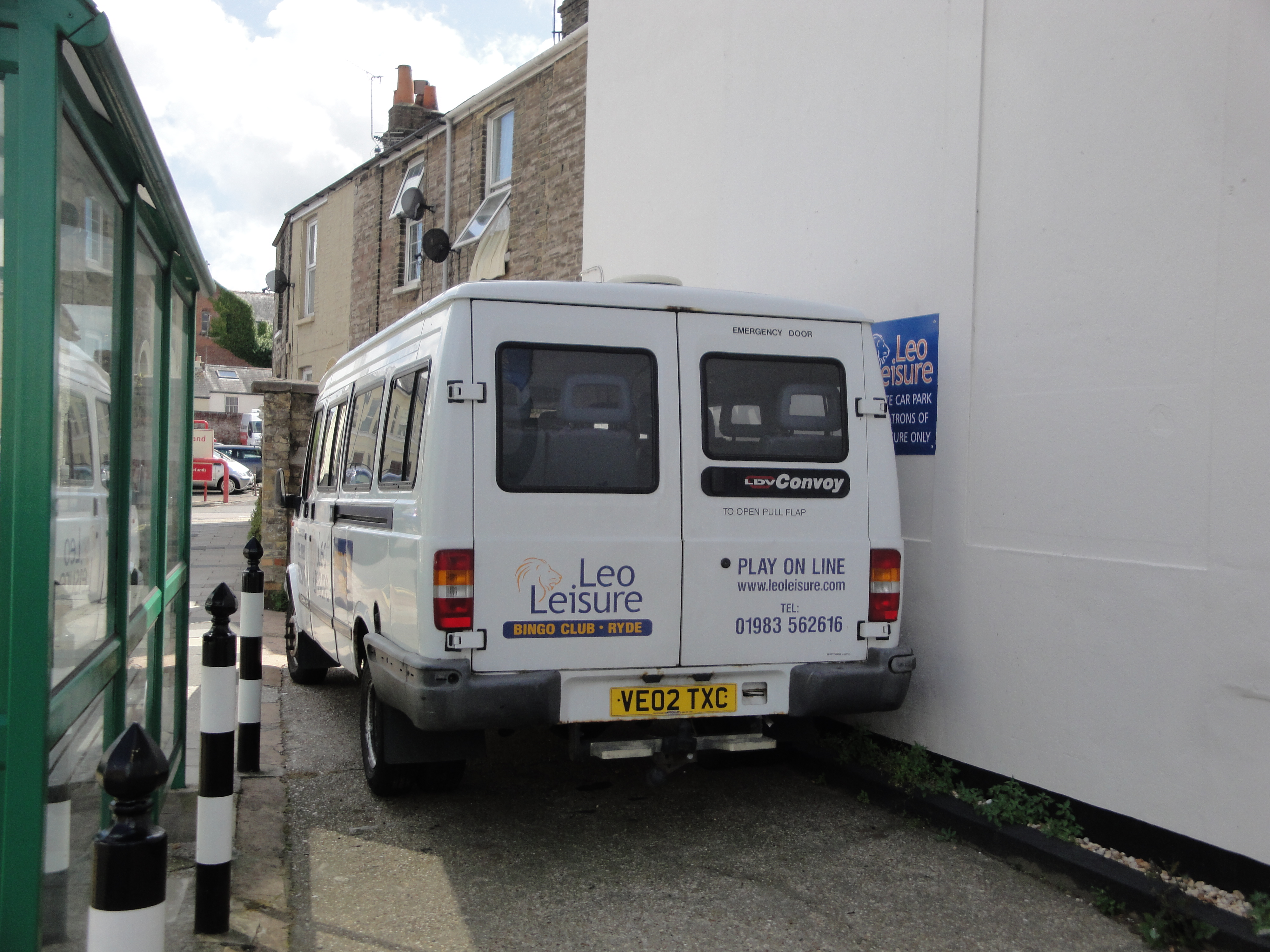
achteraanzicht LDV Convoy met laag dak
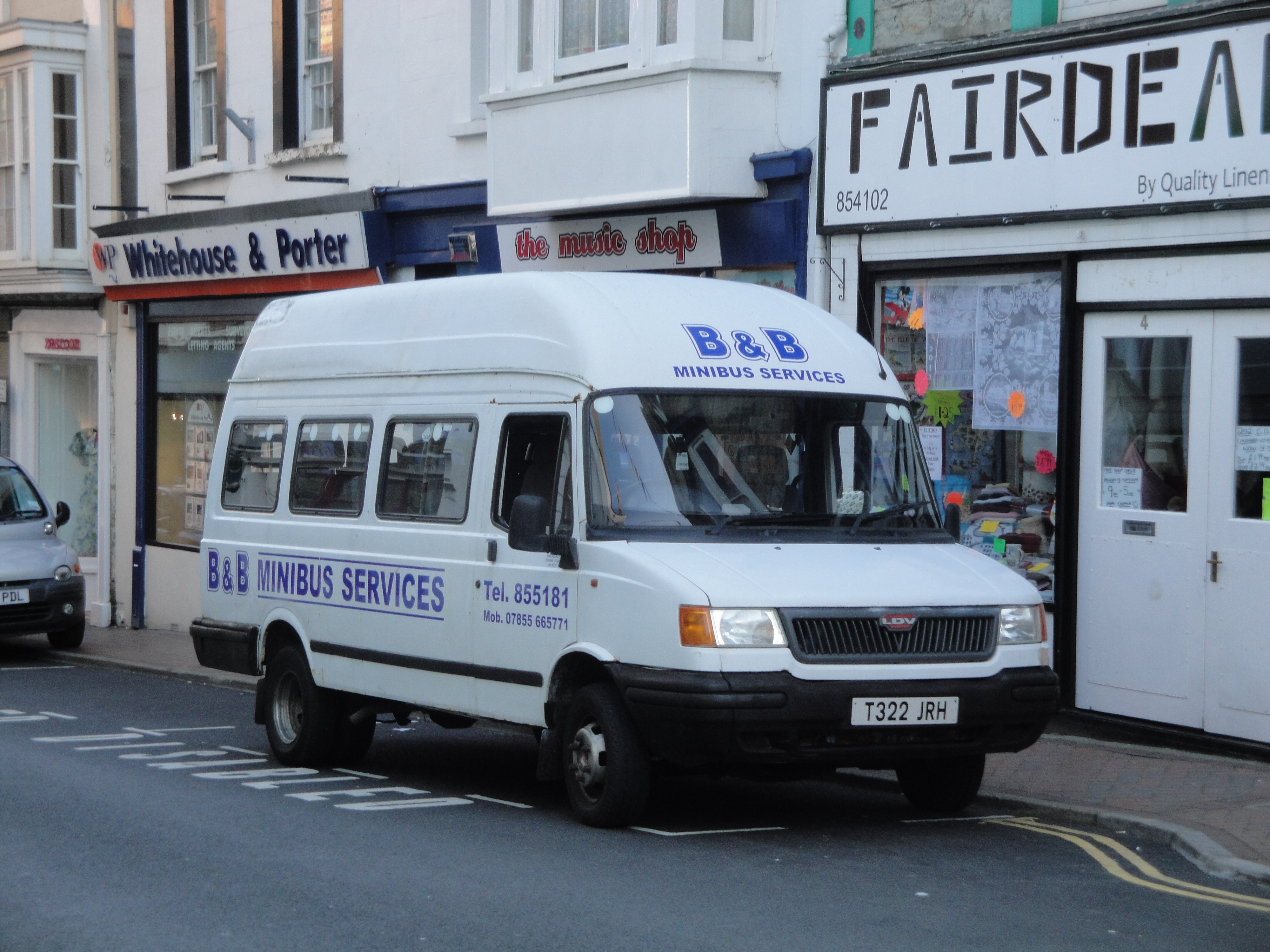
LDV Convoy minibus
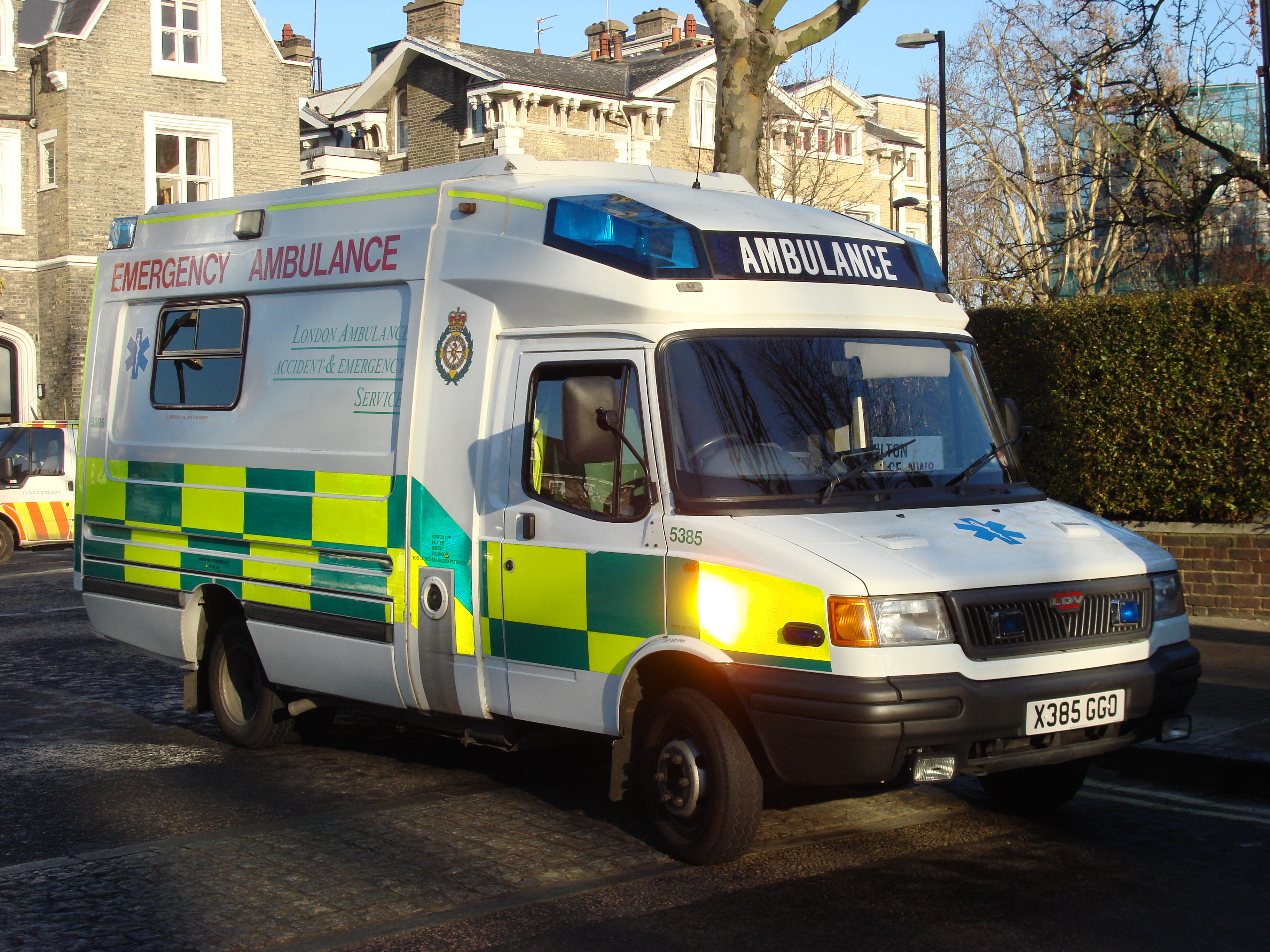
LDV Convoy ambulance